# Suren Gevorgjan
Suren Gevorgjan (* 2. února 1980) je bývalý ukrajinský zápasník – klasik arménské národnosti.

## Sportovní kariéra
Narodil se v sovětské Gruzii do arménské rodiny. Po rozpadu Sovětského svazu v roce 1991 se s rodiči přestěhoval do ukrajinského Ternopilu. Zápasu řecko-římskému se věnoval od 13 let pod vedením Anatolij Loseva. Vrcholově se připravoval v Kyjevě. V ukrajinské mužské reprezentaci se pohyboval od roku 2003 ve váze do 60 kg, jako reprezentační dvojka za Oleksandrem Chvoščem. V roce 2007 byl krátce ukrajinskou jedničkou. Na olympijské hry v Pekingu v roce 2008 se však nekvalifikoval. Od roku 2009 startoval ve váze do 66 kg, ve které se výrazně neprosadil. Sportovní kariéru ukončil v roce 2012. Věnuje se trenérské práci.

## Výsledky
| Turnaj             | 2003 | 2004 | 2005 | 2006 | 2007 | 2008 | 2009 |
| Turnaj             | 23   | 24   | 25   | 26   | 27   | 28   | 29   |
| Turnaj             | -60  | -60  | -60  | -60  | -60  | -60  | -66  |
| ------------------ | ---- | ---- | ---- | ---- | ---- | ---- | ---- |
| Olympijské hry     |      | —    |      |      |      | —    |      |
| Mistrovství světa  | —    |      | —    | —    | úč.  |      | úč.  |
| Mistrovství Evropy | 2.   | —    | —    | —    | 3.   | —    | —    |